# Symphonie no 3 de Rubinstein
Pour les articles homonymes, voir Symphonie nº 3.
La Symphonie no 3 opus 56, en la majeur, est une symphonie d'Anton Rubinstein. Composée en 1855, elle comporte quatre mouvements. 

## Contexte
Durant l'automne puis l'hiver 1853, Rubinstein compose une symphonie en si bémol qui est exécutée à Saint Petersbourg le 2 mars 1854, puis à Berlin le 5 février 1855, mais déçu du résultat, il ne publie pas cette symphonie qui est réutilisée pour son premier mouvement dans l'Ouverture de Concert opus 60 publiée en 1862 , et pour ses second et troisième mouvements dans la seconde version de 1863 de sa symphonie no 2. 
En avril 1854, Rubinstein est fait membre de la Société Philharmonique de Saint Petersbourg, et pour remerciement, il décide d'écrire une nouvelle symphonie. Peu après, il quitte Saint Petersbourg et se rend notamment à Leipzig où, captivé par le sujet de la Faust Symphonie de Liszt, il décide d'écrire sa propre Faust Symphonie. Il y travaille de l'automne à l'hiver 1854, mais décide soudainement d'abandonner son travail, et détruit une bonne partie de sa partition. Il y reviendra plus tard et publiera l'"Ouverture Faust" opus 68 en 1864.  
En décembre 1854, la Société Philharmonique de Saint Petersbourg lui demande par courrier où en est sa nouvelle symphonie qu'elle envisage de pouvoir faire jouer en avril, il doute d'y parvenir, mais se met au travail alors qu'il est en pleine période de concerts en Europe centrale. Il commence la composition alors qu'il est à Leipzig, puis la poursuit à Berlin en janvier/fevrier 1855, pour l'achever à Weimar en mars 1855. 
Il dédie sa symphonie à Leopold Alexander Zellner, qui l'a critiqué très favorablement lors de son séjour à Vienne, fin mars 1855.  
À la suite du décès du Tsar Nicolas Ier le 2 mars 1855, la création de la symphonie par la Société Philharmonique de Saint Petersbourg en avril est annulée.  
Cette symphonie est publiée en 1861 sous le numéro 3, Rubinstein détruisant la partition de sa symphonie en si bémol. 

## Structure

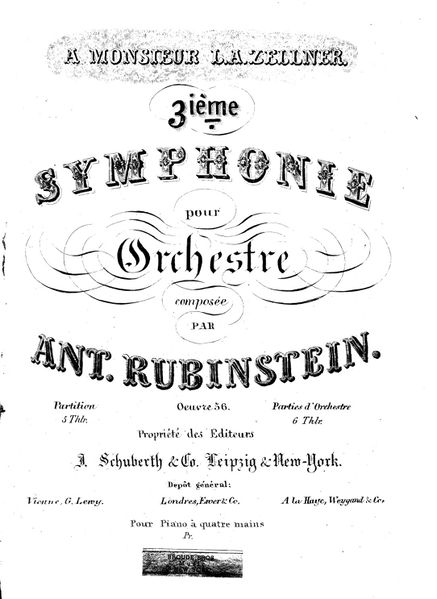
Couverture de la Partition de la symphonie n°3 d'Anton Rubinstein

La Symphonie se compose de quatre mouvements :
1. Allegro risoluto
2. Adagio: Moderato
3. Scherzo: Allegro vivace assai
4. Finale: Allegro maestoso

Sa durée est d'environ 38 minutes.

## Instrumentation
| Instrumentation de la Symphonie n°3                                  |
| Bois                                                                 |
| 2 flûtes, 2 hautbois, 2 clarinettes, 2 bassons                       |
| Cuivres                                                              |
| 4 cors, 2 trompettes                                                 |
| Percussions                                                          |
| timbales                                                             |
| Cordes                                                               |
| premiers violons, seconds violons, altos, violoncelles, contrebasses |

## Analyse
Le premier mouvement s'ouvre sur une déclaration ferme du premier thème par les cordes, répondu par un passage des bois en ut dièse mineur. Le sujet est développé, débouchant sur un deuxième thème plus lyrique. S'ensuit un développement central inventif, avec des solos de clarinette et de hautbois et une grande utilisation d'une séquence dérivée du sujet principal avant le retour de la tonalité originale et du premier thème en récapitulation, le passage complémentaire des bois est maintenant transformé avec optimisme. 
L'Adagio du deuxième mouvement en la mineur commence par les cordes pincées, auxquelles une clarinette solo ajoute une mélodie assez russe. Une deuxième mélodie expressive est introduite par le violoncelle, et le matériau est développé, suggérant parfois Tchaïkovski, en particulier dans la mélodie d'ouverture de clarinette, et à d'autres moments Rachmaninov, notamment dans le traitement ultérieur du deuxième thème. 
Le Scherzo en fa majeur, commencé par les cordes graves, se poursuit avec un Trio chantant, le matériel des deux thèmes étant utilisé dans la coda finale. 
Le dernier mouvement s'ouvre avec emphase et se poursuit parfois d'une manière que Mendelssohn aurait approuvée, bien qu'il lui manque son économie de matière et sa légèreté de touche. Néanmoins le mouvement est travaillé dans un beau style symphonique, pour finir avec le panache nécessaire.

## Discographie
- Orchestre symphonique de la Radio slovaque (Bratislava) dirigé par Robert Stankowsky (1993) - Marco Polo / Naxos
- Orchestre philharmonique de l'État slovaque (Kosice) dirigé par Barry H. Kolman (1993) - Centaur Records